# Neutraliteitsverdrag

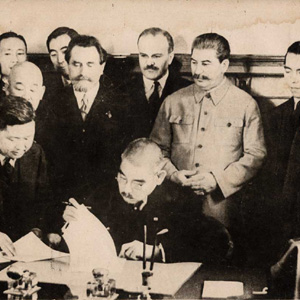
Japan tekent het Neutraliteitsverdrag.

Het Neutraliteitsverdrag was een niet-aanvalsverdrag tussen de Sovjet-Unie en Japan getekend op 13 april 1941, twee jaar na de Sovjet-Japanse Grensoorlog van 1938 tot 1939.
Het verdrag bestaat uit vier artikelen. In het eerste artikel zeggen de twee elkaar vreedzame en vriendschappelijke betrekkingen toe en de territoriale integriteit en onschendbaarheid van de ander te eerbiedigen. In artikel twee beloven ze neutraal te blijven als een van de twee wordt aangevallen door een derde mogendheid. Artikel drie regelt de duur, 5 jaar, met de optie van verlenging tenzij een van de twee landen het verdrag een jaar van tevoren opzegt. In artikel vier staat dat beide landen het verdrag zo snel als mogelijk zullen ratificeren. 
Het verdrag bood beide landen voordelen. De Sovjet-Unie kon zich volledig richten op de defensie van de grenzen met Europa en voor Japan 
was het voordeel dat de militaire hulp van de Sovjet-Unie aan China, waarmee het in oorlog was, kwam te vervallen. 
Later in 1941 zou Japan erover nadenken om het verdrag te breken toen nazi-Duitsland de Sovjet-Unie binnenviel tijdens Operatie Barbarossa bij de start van de Grote Vaderlandse Oorlog, maar besloot uiteindelijk om zich eraan te houden en om verder te gaan met zijn campagne in Zuidoost-Azië. De Japanse minister van buitenlandse zaken Yosuke Matsuoka wilde namelijk het verdrag opzeggen, maar de rest van het kabinet was fel tegen een aanval op de Sovjet-Unie en liet hem uiteindelijk ontslaan.
Op 5 april 1945 informeerde de Sovjet-Unie de Japanse overheid dat het verdrag overbodig was geworden en dat "in overeenstemming met Artikel Drie van het [...] verdrag, dat voorzag in het recht op opzegging een jaar voor het verstrijken van de vijfjarige periode van de werking van het verdrag, de Sovjetregering hierbij haar wens bekendmaakt aan de regering van Japan om het verdrag van 13 april 1941 op te zeggen."
Op 8 augustus 1945 verklaarde de Sovjet-Unie echter de oorlog aan Japan en lanceerde Operatie Augustusstorm, waarmee ze hun beloften hielden aan de andere geallieerden op de Conferentie van Jalta hielden om zich te mengen in de oorlog met Japan drie maanden na het einde van de Tweede Wereldoorlog in Europa.